# 936 Kunigunde
936 Kunigunde este un asteroid din centura principală, descoperit pe 8 septembrie 1920, de Karl Reinmuth.